# Област Скадар
Област Скадар (алб. Rrethi i Shkodrës) је једна од 36 области Албаније. Има 185.000 становника (процена 2004), и површину од 1.631 km². На северу је земље, а главни град је Скадар.
Обухвата општине: Ана е Маљит (Брдска Страна), Брдиц (Брдица), Бушат, Вау-Дејс, Вељипој (Велепоље), Виг-Мнељ, Гур и Зи (Црни Камен), Дајч, Постриб, Пуљт, Ретхинат (Насеље), Темаљ, Хајмељ, Шаљ (Шаља), Шкодр (Скадар), Шлак (Шљака) и Шош.